# Orlin Wassilew

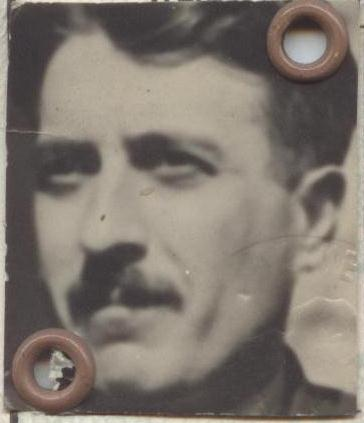
Orlin Wassilew, vor 1942

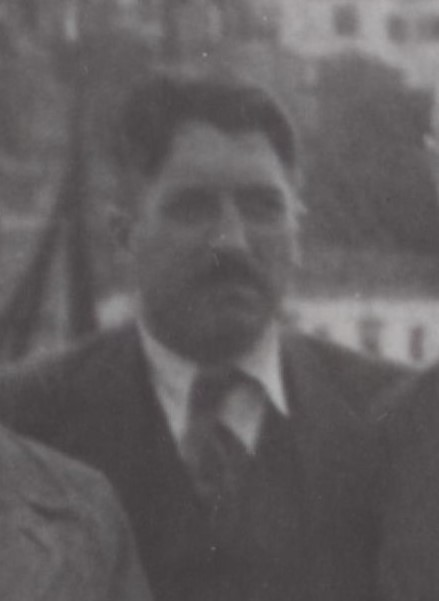
1941

Orlin Wassilew, eigentlich Christo Petkow Wassilew, (bulgarisch Орлин Василев; * 3. Dezember 1904 in Wranjak; † 2. April 1977 in Sofia) war ein bulgarischer Schriftsteller.

## Leben
Wassilew verfasste Romane und Erzählungen. Außerdem verfasste er Theaterstücke und Filmszenarien. In seinen Werken befasste er sich insbesondere auch mit historischen Stoffen und Themen der jüngeren bulgarischen Geschichte, wie dem Septemberaufstand von 1923.
Wassilew wurde mit dem Dimitrow-Preis ausgezeichnet.

## Werke (Auswahl)
- Der weiße Pfad, Roman, 1929
- Der feurige Ring, Erzählung, 1933
- Ein Heiducke ernährt seine Mutter nicht, 1937
- Alarm, Stück, 1948
- Liebe, Stück, 1952
- Glück, Stück, 1954

## Filmografie
- Strahil voyvoda, 1938 (Romanvorlage)
- Kalin orelat, 1950 (Drehbuch)
- Trevoga, 1951 (Drehbuch)
- Haydushka kletva, 1958 (deutsch: Der Eid der Heiducken, 1958) (Romanvorlage)
- Nakanune, 1959 (deutsch: Vorabend, 1962) (Drehbuch)